# De Natuurwinkel

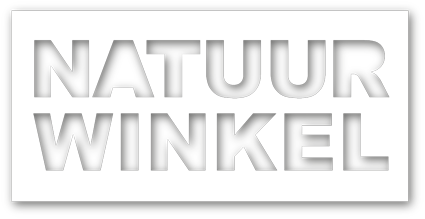

De Natuurwinkel was een Nederlandse organisatie in biologische en ecologische producten met een keten van eigen winkels en winkels van franchisenemers, die volgens de formule van Gerard Does, een Amsterdamse ondernemer in biologische producten, was opgezet.

## Geschiedenis
Does opende in 1980 de eerste natuurvoedingswinkel, 'DIS Natuurtopper', aan de Amsterdamse Weteringschans. Omdat de winkel in 1990 failliet ging, nam ondernemer in biologische producten Jos Kamphuys die over. Als eerste vestiging met De Natuurwinkel-formule bracht hij als franchisenemer de zaak tot groot succes. Does breidde samen met zijn zoon Erik de formule uit naar 10 winkels in Amsterdam en landelijk nog eens 10 vestigingen. Deze formule verkocht hij in 1997 door aan de Nederlandse groothandel Natudis, die eigendom was van het beursgenoteerde Wessanen. Het aantal vestigingen van De Natuurwinkel werd hierna landelijk uitgebreid.
Erik Does was naar Uden vertrokken, waar hij in 1993 een samenwerking aanging met een groente- en fruitgroothandel, en waaruit in 1999 de groothandel Udea ontstond met Does als CEO. Het aantal vestigingen van De Natuurwinkel werd hierna landelijk uitgebreid.
Kamphuys ontwikkelde een eigen formule, de EkoPlaza-formule, waarmee hij in 2005 de eerste supermarkt in Alkmaar startte en uit De Natuurwinkel-organisatie stapte.
In 2008 waren er 25 eigen winkels van De Natuurwinkel. In 2011 bleek dat 40 van de 55 franchisenemers het niet eens waren met het door Wessanen opgelegde beleid van Natudis en stapten over naar EkoPlaza. Doordat de affiniteit van Wessanen met natuurvoedingsmiddelenbranche ontbrak, dat dat bedrijf sterk op winst maken was gericht en dat het met De Natuurwinkel-keten niet goed ging, werd Natudis, en dus de formule De Natuurwinkel, in 2014 doorverkocht aan de Amsterdamse vers groothandel Vroegop Ruhe. Ook dit bedrijf kon het tij niet keren en verkocht in 2019 Natudis door aan groothandel Udea, waardoor dit bedrijf eigenaar werd van alle winkels van De Natuurwinkel.
De winkels van De Natuurwinkel werden bevoorraad door Udea en de franchisenemers van De Natuurwinkel konden voor een selectie van hun bevoorrading eveneens bij Udea terecht, maar voerden ook producten van andere leveranciers, zoals Kroon (noten, zuidvruchten en dergelijke) en De Nieuwe Band (kruiden, thee en andere droogwaren), producten van plaatselijke bakkerijen en producten van boerderijen uit de omgeving. Ook waren zij vrij in het voeren van eigen winkelacties. In veel winkels waren ook de groente- en fruitabonnementen van groothandel Odin verkrijgbaar, zodat daar wekelijks de bestelde groente-en fruittassen konden worden afgehaald.
In 2011 werd Udea door het overlijden van Kamphuys volledig eigenaar EkoPlaza. Udea koos ervoor verder te gaan met de formule van Kamphuys, waardoor alle winkels van De Natuurwinkel in de loop van de jaren werden omgedoopt tot EkoPlaza en ingericht werden volgens de EkoPlaza-formule, en dat het einde betekende van De Natuurwinkel-formule. De winkels van de franchisenemers van De Natuurwinkel werden als laatste in 2019 omgebouwd tot EkoPlaza-winkels.